# Thyropisthus resimus
Thyropisthus resimus är en mångfotingart som först beskrevs av Carl Graf Attems 1938.  Thyropisthus resimus ingår i släktet Thyropisthus och familjen Harpagophoridae. Inga underarter finns listade i Catalogue of Life.